# Renaissance américaine (littérature)
 (décembre 2023).
La mise en forme du texte ne suit pas les recommandations de Wikipédia : il faut le « wikifier ».
Les points d'amélioration suivants sont les cas les plus fréquents. Le détail des points à revoir est peut-être précisé sur la page de discussion.
- Les titres sont pré-formatés par le logiciel. Ils ne sont ni en capitales, ni en gras.
- Le texte ne doit pas être écrit en capitales (les noms de famille non plus), ni en gras, ni en italique, ni en « petit »…
- Le gras n'est utilisé que pour surligner le titre de l'article dans l'introduction, une seule fois.
- L'italique est rarement utilisé : mots en langue étrangère, titres d'œuvres, noms de bateaux, etc.
- Les citations ne sont pas en italique mais en corps de texte normal. Elles sont entourées par des guillemets français : « et ».
- Les listes à puces sont à éviter, des paragraphes rédigés étant largement préférés. Les tableaux sont à réserver à la présentation de données structurées (résultats, etc.).
- Les appels de note de bas de page (petits chiffres en exposant, introduits par l'outil «  Source ») sont à placer entre la fin de phrase et le point final[comme ça].
- Les liens internes (vers d'autres articles de Wikipédia) sont à choisir avec parcimonie. Créez des liens vers des articles approfondissant le sujet. Les termes génériques sans rapport avec le sujet sont à éviter, ainsi que les répétitions de liens vers un même terme.
- Les liens externes sont à placer uniquement dans une section « Liens externes », à la fin de l'article. Ces liens sont à choisir avec parcimonie suivant les règles définies. Si un lien sert de source à l'article, son insertion dans le texte est à faire par les notes de bas de page.
- La présentation des références doit suivre les conventions bibliographiques. Il est recommandé d'utiliser les modèles {{Ouvrage}}, {{Chapitre}}, {{Article}}, {{Lien web}} et/ou {{Bibliographie}}. Le mode d'édition visuel peut mettre en forme automatiquement les références.
- Insérer une infobox (cadre d'informations à droite) n'est pas obligatoire pour parachever la mise en page.

Pour une aide détaillée, merci de consulter Aide:Wikification.
Si vous pensez que ces points ont été résolus, vous pouvez retirer ce bandeau et améliorer la mise en forme d'un autre article.
La renaissance américaine dans la littérature américaine s'étend approximativement pendant la période allant d'environ 1830 jusqu'à la guerre civile. Terme central des études américaines, la Renaissance américaine fut considérée comme synonyme du romantisme américain  et fut  associée aussi au transcendantalisme.

## Aperçu
L'expression « Renaissance américaine » trouve son origine chez l'érudit FO Matthiessen, qui l'a introduite dans son ouvrage de 1941 intitulé « American Renaissance: Art and Expression in the Age of Emerson and Whitman ». Le concept central de cette Renaissance américaine était ce que Matthiessen définissait comme le « dévouement » de cinq écrivains envers les « possibilités de la démocratie ». Il a décrit les textes de cette période comme étant « une littérature pour notre démocratie », les présentant comme un défi lancé à la nation pour qu'elle en reprenne possession.
Souvent considérée comme un mouvement centré sur la Nouvelle-Angleterre, la Renaissance américaine a été inspirée en partie par une nouvelle focalisation sur l'humanisme comme moyen de s'éloigner du calvinisme. Pendant cette période, les nationalistes littéraires prônaient un mouvement visant à développer un style littéraire américain distinct, cherchant ainsi à établir une frontière nette entre la littérature américaine et la littérature britannique. Walter Channing, dans un numéro de novembre 1815 de la North American Review, appelait les auteurs américains à former « leur propre littérature », ce qui fut amplifié par John Neal et d'autres critiques littéraires,. À la suite de cet appel, il y eut une vague de nationalisme littéraire en Amérique pendant une grande partie des années 1820 qui vit des écrivains tels que Washington Irving, William Cullen Bryant et James Fenimore Cooper prendre de l'importance dans la littérature américaine. L'expression du nationalisme à travers la littérature est considérée comme fondamentale dans l'émergence de la Renaissance américaine.

## Critiques
Il y a de nombreuses critiques entourant la question de savoir si la Renaissance américaine a effectivement eu lieu. Une critique majeure suggère que les auteurs de cette période sont souvent perçus comme empruntant simplement des styles et des idées à des mouvements et des cultures antérieurs, pour les remodeler dans de nouvelles œuvres contemporaines.
Certains critiques soutiennent que les auteurs n'ont pas réussi à traiter de manière adéquate les questions politiques cruciales de cette période, telles que l'esclavage, malgré leur influence significative sur l'écriture de l'époque. Il existe également des critiques selon lesquelles les femmes auteurs et les questions féminines sont généralement laissées à l'écart des débats et des publications.
La notion de Renaissance américaine a été critiquée pour avoir mis trop l'accent sur un nombre restreint d'écrivains masculins européens et américains ainsi que sur des artefacts de la haute culture. William E. Cain a souligné la « concentration extrême sur des hommes blancs » dans la liste d'auteurs de Matthiessen, notant qu'en « consacrant des centaines de pages à l'analyse et à la célébration de cinq auteurs masculins blancs », Matthiessen a involontairement anticipé ce que les lecteurs ultérieurs remettraient en question et tenteraient de rectifier dans son livre.
Certains critiques avancent que la littérature écrite par des femmes au cours de cette période n'était pas aussi populaire qu'on le croyait initialement et qu'elle occupait une position moins prééminente en termes de popularité, reléguée au second plan derrière les œuvres rédigées par des hommes. Matthiessen et d'autres chercheurs sont même critiqués pour avoir exclu délibérément les femmes et les auteurs issus de minorités, y compris les Afro-Américains. Les critiques avancent également l'argument selon lequel il n'existe pas de style ou de genre distinct, tel que la fiction sentimentale et domestique, spécifiquement déterminé par le sexe. Cependant, d'autres critiques soulignent que les auteurs les plus lus de l'époque étaient des femmes, comme Harriet Beecher Stowe et Fanny Fern, et critiquent Matthiessen pour ne pas avoir inclus les femmes dans le canon original.
L'exclusivité démographique de la Renaissance américaine a commencé à s'atténuer parmi les chercheurs vers la fin du XXe siècle. Ils ont inclus Emily Dickinson dans le canon ; elle a commencé à écrire de la poésie pendant la fin des années 1850. La Case de l'oncle Tom (1852) d'Harriet Beecher Stowe a acquis une grande réputation à la fin des années 1970. La littérature afro-américaine, y compris les récits d'esclaves de maîtres tels que Frederick Douglass et les premiers romans de William Wells Brown, jouit d'une reconnaissance croissante.

## Auteurs notables
Les plus souvent associés au mouvement de la Renaissance américaine sont Representative Men and Self-Reliance de Ralph Waldo Emerson, The Scarlet Letter et The House of Seven Gables de Nathaniel Hawthorne, Moby-Dick d'Herman Melville, Walden d'Henry David Thoreau, et Feuilles d'herbe de Walt Whitman. La plupart des principaux écrivains liés à la Renaissance américaine étaient relativement inconnus à l'époque mais ne bénéficiaient aussi  que d'un soutien limité.

D'autres écrivains ont ensuite été ajoutés à cette liste et ont donc eux aussi contribué à ce mouvement. Il s'agit notamment de : Edgar Allan Poe, Harriet Beecher Stowe, Emily Dickinson, Frederick Douglass, William Wells Brown, Henry Wadsworth Longfellow et John Greenleaf Whittier, entre autres.
1. 1 2 3  Boswell, Jeanetta. The American Renaissance and the Critics. Wakefield: Longwood Academic.  (ISBN 0-89341-599-5).
2. ↑  Knight, Denise D. Writers of the American Renaissance: An A-to-Z Guide. Westport, Conn.: Greenwood Press, 2003: XI.
3. ↑  « Retired Site - PBS Programs - PBS », PBS.org (consulté le 23 avril 2017)
4. ↑  Lauter, Paul. A Companion to American Literature and Culture. Chichester; Malden, MA: Wiley-Blackwell, 2010: 68  (ISBN 0-631-20892-5)
5. ↑  Howe, Daniel Walker. What Hath God Wrought? The Transformation of America, 1815–1848. New York: Oxford University Press, 2007: 615.  (ISBN 978-0-19-507894-7)
6. 1 2 3 4 5  Baym et Levine, The Norton Anthology of American Literature, New York, W.W. Norton & Company, 445–463 p. (ISBN 0393918858), « American Literature 1820-1865 »
7. ↑  Benjamin Lease, That Wild Fellow John Neal and the American Literary Revolution, Chicago, Illinois, University of Chicago Press, 1972 (ISBN 9780226469690), p. 69
8. 1 2 3  David Reynolds, Beneath the American Renaissance, New York, Alfred A. Knopf, Inc., 1988 (ISBN 9780394544489, lire en ligne )
9. ↑  Buell, Lawrence. Emerson. Cambridge and London: Harvard University Press, 2003: 145.
10. ↑  Cain, William E. F.O. Matthiessen and the Politics of Criticism. Madison: University of Wisconsin Press, 1988: 168.
11. 1 2  Howe et Layson, « The American Renaissance in Context », 2014 (consulté le 10 novembre 2015)
12. ↑  Jarrett, Gene Andrew. A Companion to African American Literature. Chichester, U.K.; Malden, MA: Wiley-Blackwell, 2010: 103.